# 贊比亞簽證政策
赞比亚的访客必须从赞比亚的一个驻外机构处获得签证，除非他们来自一个免签国家或其公民有资格在抵达时获得落地签的国家。访客也可以申请电子签。所有访客必须持有有效期至少6个月的护照。截至2014年11月，赞比亚和津巴布韦也提供通用签证。

## 签证政策地图

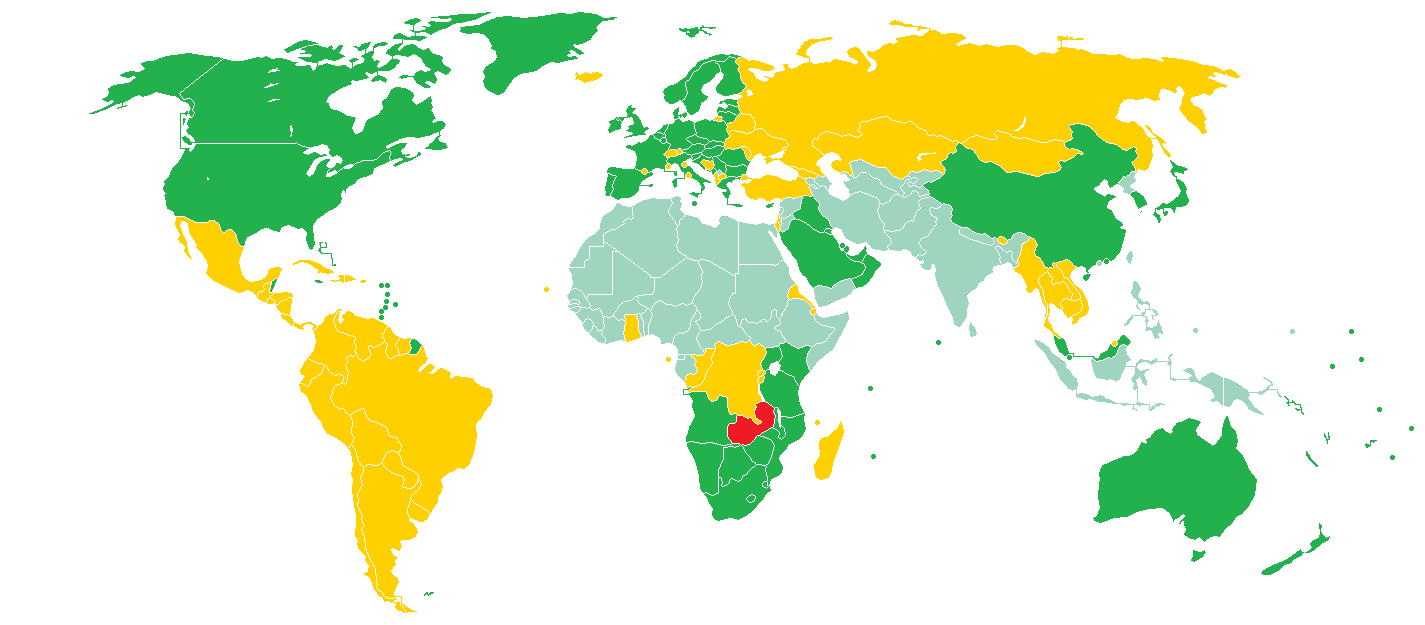
赞比亚签证政策
赞比亚
免签
落地签
电子签

## 免签国家
以下44个国家和地区签发的护照持有人不需要签证即可在一年内以旅行目的进入赞比亚最长90天，或在一年内以商业目的入境最长30天：
| - 安哥拉 - 安地卡及巴布達 - 巴哈马 - 賽普勒斯 - 多米尼克 - 斐济 - 格瑞那達 - 香港 - 愛爾蘭 - 牙买加 | - 基里巴斯 - 賴索托 - 马拉维 - 马来西亚 - 馬爾地夫 - 馬爾他 - 马绍尔群岛 - 模里西斯 - 蒙特內哥羅 - 莫桑比克 - 纳米比亚 - 瑙鲁 - 羅馬尼亞 - 圣基茨和尼维斯 - 圣卢西亚 | - 萨摩亚 - 塞爾維亞 - 塞舌尔 - 新加坡 - 所罗门群岛 - 南非 - 坦桑尼亚 - 千里達及托巴哥 - 乌干达 - 辛巴威 |  |

此外，免签政策适用于以下司法管辖区居民的护照持有人：
| 以下英国护照持有人： 英国海外领土公民： - 百慕大 - 英屬維爾京群島 - 开曼群岛 - 福克蘭群島 - 直布罗陀 - 圣赫勒拿、阿森松和特里斯坦-达库尼亚 英国公民： - 马恩岛 - 根西 - 澤西 以下新西兰护照持有人： - 庫克群島公民 - 纽埃居民 - 托克勞居民 以下澳大利亚护照持有人： - 诺福克岛居民 |

| 免签政策变化时间          |
| ------------------------- |
| - 1972年3月26日：罗马尼亚 |

## 落地签
以下94个国家和地区的国民可在抵达赞比亚时获得落地签，以旅行目的最长可达90天，以商业目的最长可为30天。
| - 欧盟公民（除塞浦路斯、爱尔兰、马耳他、罗马尼亚） \| - 阿尔巴尼亚 - 安道尔 - 阿根廷 - 白俄羅斯 - 不丹 - 玻利维亚 - 巴西 - 柬埔寨 - 加拿大 - 智利 - 哥伦比亚 - 刚果共和国 - 刚果民主共和国 - 古巴 \| - 薩爾瓦多 - 海地 - 以色列 - 日本 - 列支敦斯登 - 马达加斯加 - 墨西哥 - 密克羅尼西亞聯邦 - 摩尔多瓦 - 摩納哥 - 蒙古国 - 緬甸 - 瑙鲁 - 新西兰 \| - 尼加拉瓜 - 北馬其頓 - 挪威 - 巴拿马 - 巴拉圭 - 秘魯 - 俄羅斯 - 卢旺达 - 圣马力诺 - 聖多美和普林西比 - 圣卢西亚 - 苏里南 - 瑞士 - 泰國 - 土耳其 - 阿联酋 - 乌克兰 - 美国 - 乌拉圭 - 西撒哈拉 - 委內瑞拉 - 越南 \| \| | | |  |
| - 阿尔巴尼亚 - 安道尔 - 阿根廷 - 白俄羅斯 - 不丹 - 玻利维亚 - 巴西 - 柬埔寨 - 加拿大 - 智利 - 哥伦比亚 - 刚果共和国 - 刚果民主共和国 - 古巴 | - 薩爾瓦多 - 海地 - 以色列 - 日本 - 列支敦斯登 - 马达加斯加 - 墨西哥 - 密克羅尼西亞聯邦 - 摩尔多瓦 - 摩納哥 - 蒙古国 - 緬甸 - 瑙鲁 - 新西兰 | - 尼加拉瓜 - 北馬其頓 - 挪威 - 巴拿马 - 巴拉圭 - 秘魯 - 俄羅斯 - 卢旺达 - 圣马力诺 - 聖多美和普林西比 - 圣卢西亚 - 苏里南 - 瑞士 - 泰國 - 土耳其 - 阿联酋 - 乌克兰 - 美国 - 乌拉圭 - 西撒哈拉 - 委內瑞拉 - 越南 |  |

任何国家的外交或公务护照持有人可在抵达时获得落地签。

## 电子签
赞比亚于2014年底推出了电子签证系统。这是在赞比亚驻外机构获得签证或抵达时获得落地签之后的第三种方案。签证持有人可以在进入赞比亚之日起的同一年内在赞比亚逗留90天。对于可以在入境口岸获得落地签的访客，电子签证需要3个工作日受理，对于在前往赞比亚之前需要申请签证的访客，受理时间至少需要5个工作日。

## 通用签证

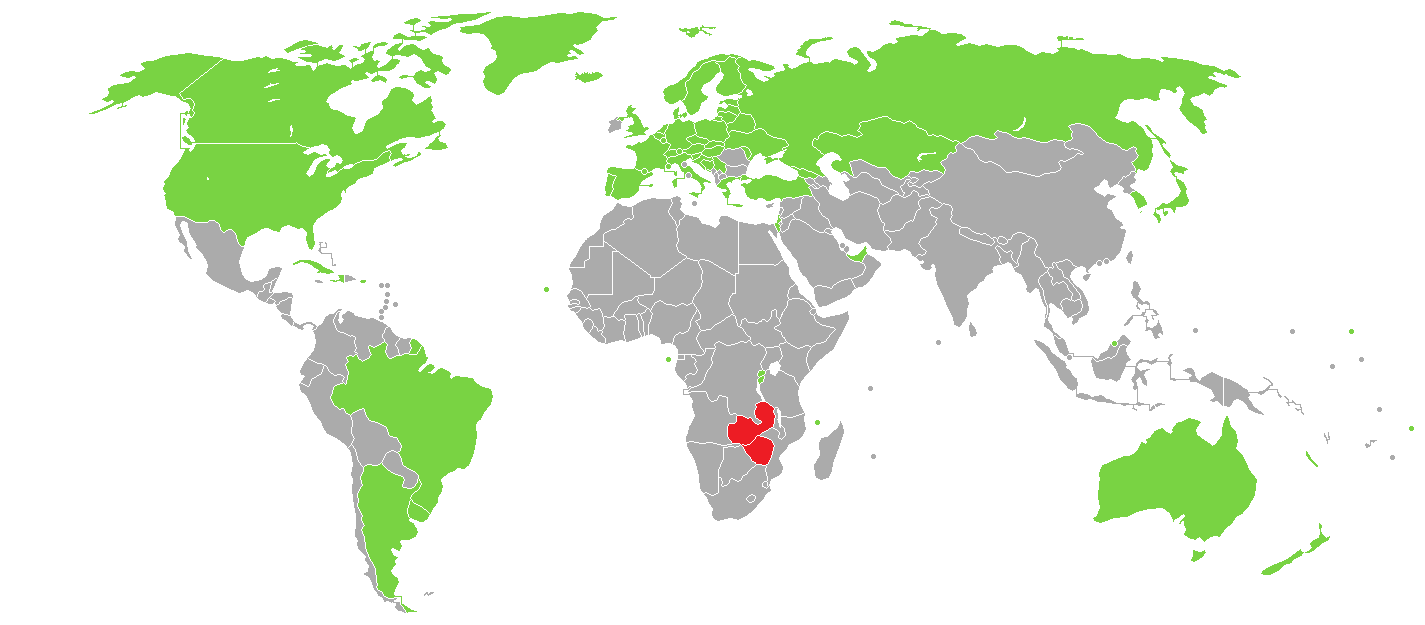
可申请KAZA签证的国家

赞比亚和津巴布韦于2014年11月28日推出了一项名为KAZA签证的通用签证。此签证可在抵达口岸时申请，可在赞比亚和津巴布韦（包括博茨瓦纳的乔贝国家公园）停留最长30天。第二阶段纳米比亚、安哥拉和博茨瓦纳有望加入此项目。在第三阶段，计划将有三个南部非洲发展共同体试点国家加入，在第四阶段，所有南共体国家都将计划成为通用签证项目的一部分。
通用签证项目于2015年由于签证贴纸用完以及两国之间的谅解备忘录到期而暂停。新的备忘录于2016年12月签署，将符合条件的国家（地区）名单从40个扩展到65个。在赞比亚，可在利文斯通机场、维多利亚瀑布、卡宗古拉和卢萨卡机场入境口岸申请此签证。
符合申请条件的国家包括：
| - 安道尔 - 阿根廷 - 奥地利 - 白俄羅斯 - 比利时 - 巴西 - 加拿大 - 古巴 - 捷克 - 丹麦 - 爱沙尼亚 - 芬兰 - 法國 - 德国 - 希腊 - 海地 - 匈牙利 - 冰島 - 以色列 - 義大利 - 日本 | - 拉脫維亞 - 列支敦斯登 - 立陶宛 - 盧森堡 - 马绍尔群岛 - 摩尔多瓦 - 摩納哥 - 荷蘭 - 新西兰 - 挪威 - 波蘭 - 葡萄牙 - 俄羅斯 - 卢旺达 - 萨摩亚 - 聖多美和普林西比 - 塞爾維亞 - 斯洛伐克 - 斯洛維尼亞 - 西班牙 - 瑞典 - 瑞士 - 土耳其 - 乌克兰 - 阿联酋 - 英国 - 美国 - 乌拉圭 |  |

## 访客数据
抵达赞比亚的大多数游客来自以下国家：
| 国家           | 2015    | 2014    | 2013    |
| -------------- | ------- | ------- | ------- |
| 辛巴威         | 225,527 | 208,962 | 191,048 |
| 坦桑尼亚       | 166,833 | 219,215 | 184,187 |
| 刚果民主共和国 | 96,201  | 89,796  | 不適用  |
| 南非           | 94,030  | 98,216  | 87,048  |
| 美国           | 38,496  | 32,625  | 31,826  |
| 英国           | 36,997  | 31,280  | 32,309  |
| 马拉维         | 31,539  | 29,579  | 不適用  |
| 印度           | 25,517  | 21,117  | 17,136  |
| 纳米比亚       | 22,311  | 16,742  | 不適用  |
| 中华人民共和国 | 20,648  | 30,831  | 27,603  |
| 总             | 931,782 | 946,969 | 914,576 |